# Algernon Coote (11e baronnet)
Algernon Coote, 11e baronnet (29 septembre 1817-20 novembre 1899) est un joueur de cricket et ecclésiastique irlandais.

## Biographie
Fils de Charles Coote et Caroline Elizabeth Whaley, il est né à Ballyfin en Irlande. Il fait ses études en Angleterre au Collège d'Eton, avant de monter au Brasenose College, à Oxford. Pendant ses études à Oxford, il joue au cricket de première classe pour l'Université d'Oxford contre le Marylebone Cricket Club (MCC) à Oxford en 1837. Au cours de la même saison, il a également joué pour les Gentlemen lors du match Gentlemen v Players à Lord's. Il joue pour Oxford à neuf autres occasions jusqu'en 1840, notamment en jouant pour une équipe combinée des universités d'Oxford et de Cambridge contre le MCC en 1839. En dix matches pour Oxford, il a marqué 129 points avec une moyenne de 7,16, avec un score élevé de 34 pas sorti
Après avoir obtenu son diplôme d'Oxford, il prend les ordres sacrés dans l'église d'Angleterre. Coote est vicaire de Nonington dans le Kent de 1856 à 1871. Il se marie deux fois, d'abord avec Cecilia Matilda Plumptre de 1847 à sa mort en 1878, le couple ayant six enfants. Après la mort de Cecilia, il se remarie à Constance Headlam en 1879, le couple a trois enfants. Coote succède à son frère aîné, Charles, en tant que 11e baronnet à sa mort en novembre 1895. Il est le haut shérif du comté de Queen en 1897. Coote est décédé à Ballyfin en novembre 1899, date à laquelle il est remplacé comme baronnet par son fils, Algernon Coote junior.